# Werner Schuch

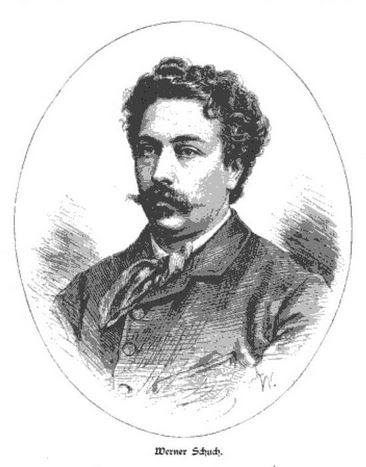
Werner Schuch

Werner Wilhelm Gustav Schuch (* 2. Oktober 1843 in Hildesheim; † 24. April 1918 in Berlin; vollständiger Name: Werner Wilhelm Gustav Schuch) war ein deutscher Architekt, Hochschullehrer und Maler.

## Leben

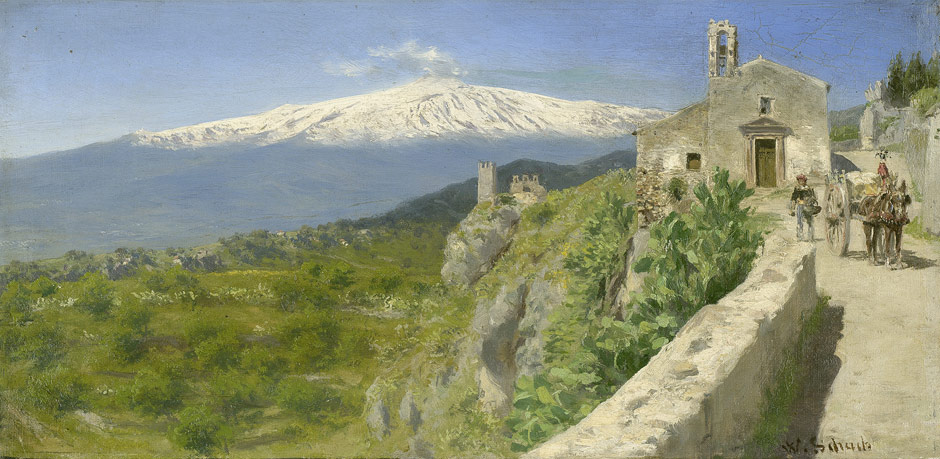
Werner Schuch: Blick von Taormina auf den Ätna

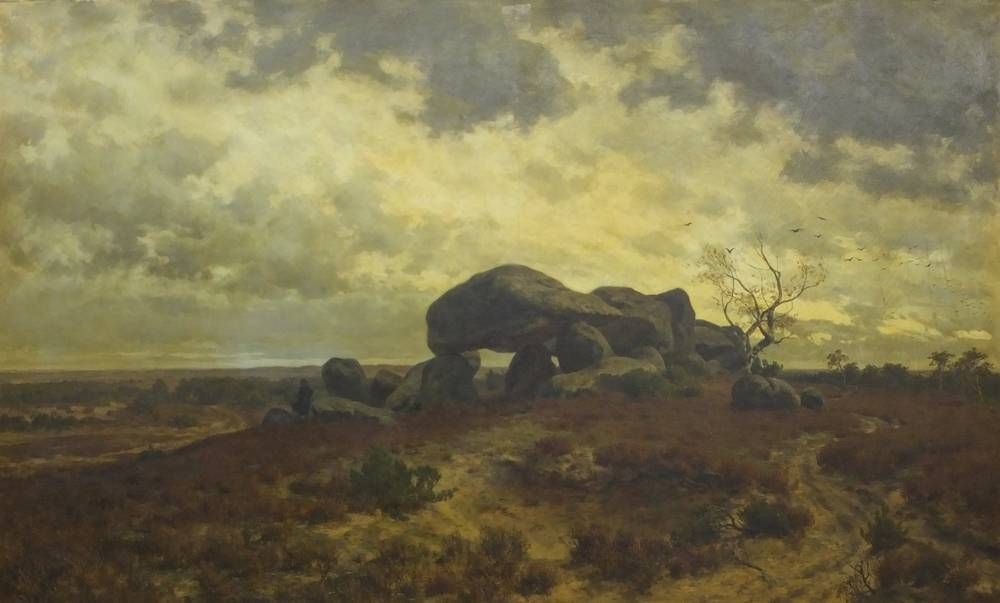
Werner Schuch: Das Hünengrab, Ölgemälde (1881)

Schuch studierte von 1860 bis 1864 Architektur an der Polytechnischen Schule Hannover. Hier schloss er sich der Landsmannschaft Slesvico-Holsatia, dem späteren Corps Slesvico-Holsatia, an. Er war ein Schüler von Conrad Wilhelm Hase, in dessen Architekturbüro er nach Abschluss des Studiums bis 1866 arbeitete. Danach wirkte er bei Adelbert Hotzen als Bauleiter bei der Renovierung der Stiftskirche St. Materniani et St. Nicolai in Bücken. Nach einem Parisaufenthalt 1866/1867 war er in den preußischen Provinzen Hannover und Westfalen als Privatarchitekt tätig. Ab 1868 arbeitete er als Architekt für die Hamburg-Venloer Bahn in Osnabrück.
1872 begann Schuch seine Lehrtätigkeit an der Polytechnischen Schule Hannover (ab 1879: Technische Hochschule Hannover). Hier wurde er 1875 zum Professor für Baukunst ernannt. Seine Lehrtätigkeit beendete Schuch 1883, als er sich ausschließlich als freischaffender Maler betätigte. Bereits 1871 war Schuch dem Hannoverschen Kunstverein beigetreten und hatte sich seit 1872 intensiv mit der Malerei beschäftigt. 1876/1877 studierte er Malerei an der Kunstakademie Düsseldorf. Nach seinem Rückzug von seiner Lehrtätigkeit als Architekt ließ sich Schuch zunächst in München und später in Berlin und Dresden nieder. Zu seinem malerischen Werk gehören überwiegend Historien- und Schlachtenbilder, darunter eines seiner Hauptwerke, das 1888 entstandene Wandgemälde Die Völkerschlacht bei Leipzig in der Ruhmeshalle Berlin im Zeughaus Berlin. Darüber hinaus schuf Schuch einige Landschaftsgemälde. 1876 vollendete Werner Schuch das Gemälde Leichenzug Gustav Adolfs, das die „Verbindung für historische Kunst“ 1877 erwarb. Er variierte das in der Düsseldorfer Malerei gepflegte Thema des Todes Gustav Adolfs und stellte sich mit diesem Werk in die antirömische und antikatholische Tradition des Kulturkampfes jener Jahre.

## Ehrungen
- 1886: Kleine Goldene Medaille der Kunst